# 佟养性
佟养性（？—1632年），辽东抚顺人，漢化女真人，为明末政治、军事人物。早年在抚顺经商，万历四十七年（1619年）投靠后金，号施吾理额驸，总兵官。崇祯五年（1632年）病死。顺治十三年（1656年），清廷追谥勤惠。

## 生平
佟养性早年是抚顺城中的商人，努尔哈赤起兵反明后，与之暗中勾结，被明朝的官员发现，被捕下狱。后来逃跑，投靠了后金，娶阿拜長女为妻，成为额驸。初授三等男爵，天启元年（1621年）以从征辽阳有功，晋封二等子爵，命为总兵官。曾因大肆敛财，比诸贝勒都富有，遭到努尔哈赤的训斥。皇太极时期总管汉军，崇祯四年（1631年），受命督造“天祐助威大将军”火炮四十门，并掌管炮兵。崇祯五年（1632年）七月病死，顺治十三年（1656年）六月追谥勤惠。

## 家庭
佟养性父亲名佟迈。堂兄佟养真是后金贵戚，康熙帝外曾祖父，“佟半朝”之奠基者。有子佟普汉、佟六十（汉名佟寿年），另有女儿嫁给贝勒岳托的儿子罗洛浑，结为亲家。孙佟国瑶为佟寿年子，后官至福建将军。
- 从孙佟凤彩（字高岗，号梧友），谥勤僖，正蓝旗汉军，历任四川、贵州、河南巡抚。有《栖友堂集》（載張維屏《國朝詩人徵略》），有诗“桃花源”（载胡凤丹《桃花源志》），撰洛阳《重修周公庙记》碑（载《河南府志》卷85），康熙八年（1669年）重修贵阳文昌阁。《清史稿·列传六十》有传。

### 引用
1. ↑  《清史稿·列传十八》：“佟养性，辽东人。先世本满洲，居佟佳，以地为氏。”
2. ↑  《清史稿·列传十八》：“养性潜输款，为明边吏所察，置之狱。”
3. ↑  《钦定八旗通志·卷二百六·人物志八十六》：“六年，从克辽阳，晋二等子。”
4. ↑  《满文老档》太祖第三十二册天命七年正月：“天命汗出御衙门，与众汉官曰：‘……抚顺额驸、西乌里额驸，我念子婿之情，恩养尔等也！诸贝勒之宅院积有草料乎？尔等宅院有草数堆，皆乃免赋而获者，否则何以得之？草料堆积在外，显而易见，至於金银，岂可见乎耶？尔等不图报效汗恩，办事不明，一味贪财，非此岂有他哉！而今尔等汉人已不可信矣。’”
5. ↑  《清史稿·太宗本纪》：“以额驸佟养性总理汉人军民事，汉官听其节制。”
6. ↑  《清史稿·列传十八》：“是岁，初铸炮，使养性为监。炮成，铭其上曰‘天佑助威上将军’，凡四十具。师行则车载以从，养性掌焉。”
7. ↑  《皇朝通志》卷51：“都统二等子佟养性谥勤惠，顺治十三年六月谥。”